# Amin Black
Amin Black (Filadelfia, 25 novembre 1998) è un giocatore di football americano statunitense che milita nel ruolo di linebacker nei Munich Ravens.